# هاینریش فوگت
هاینریش فوگت (آلمانی: Heinrich Vogt؛ ‏ ۲۳ آوریل ۱۸۷۵ – ۲۴ سپتامبر ۱۹۵۷) پزشک، استاد دانشگاه، متخصص اعصاب و عصب‌شناس اهل آلمان بود.
وی در سال ۱۹۰۱ درجهٔ شایستگی علمی دریافت داشت و ۶ سال بعد به مقام استادی روانپزشکی در دانشگاه گوتینگن رسید.
هاینریش فوگت مقالاتی در مورد توبروز اسکلروزیس و بیماری باتن منتشر کرد و یک کتاب راهنمای درمان بیماری‌های اعصاب نگاشت.